# Похитители (роман)
«Похитители» (англ. The Reivers) — последний роман американского писателя Уильяма Фолкнера, впервые опубликованный в 1962 году. В 1963 году был удостоен Пулитцеровской премии.

## Сюжет
Роман написан от лица Лушьюса Приста III: этот житель города Джефферсон в вымышленном округе Йокнапатофа (штат Миссисипи) воспроизводит рассказ своего деда, Лушьюса Приста II, о событиях, которые с ним случились в 1905 году (Лушьюсу-старшему тогда было одиннадцать лет). Главный герой вместе с шофёром своего деда Буном Хоггенбеком конюхом Нэдом отправляются на автомобиле в Мемфис, а в пути переживают множество приключений.

## Создание и оценки
В 1940 году в письме к издателю Роберту Хаасу Фолкнер пересказал весь сюжет будущего романа «Похитители», имеющий много общего с сюжетом «Приключений Гекльберри Финна». Книга была написана спустя 20 лет, летом 1961 года. Главу из «Похитителей» Фолкнер прочёл слушателям военной академии Вест-Пойнт, когда выступал перед ними в апреле 1962 года. Книга увидела свет 4 юня того же года, а 6 июля Фолкнер умер от сердечного приступа. Таким образом, «Похитители» стали его последним романом.
В 1963 году эта книга была удостоена Пулитцеровской премии.